# Girma Wolde-Giorgis

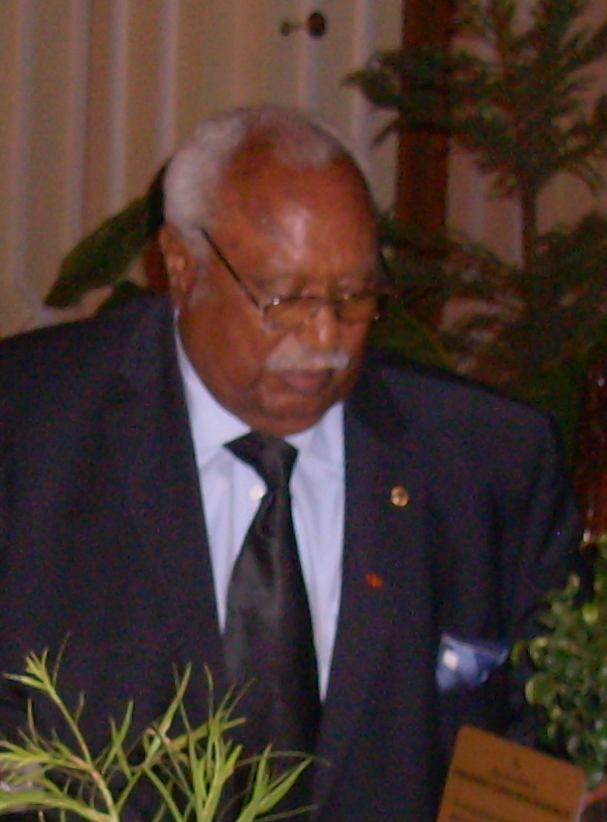
Girma Wolde-Giorgis

Girma Wolde-Giorgis (Oromo: Girmaa Walda Giyorgis Luchaa;, in äthiopischer Schrift: ግርማ ወልደ ጊዮርጊስ; * 28. Dezember 1924 in Addis Abeba; † 15. Dezember 2018 ebenda) war von Oktober 2001 bis Oktober 2013 Präsident von Äthiopien. Der Präsident hat in Äthiopien größtenteils repräsentative Aufgaben.

## Leben
Girma Wolde-Giorgis, der aus der Volksgruppe der Oromo stammt, schlug nach seiner Fluglotsenausbildung eine Militärlaufbahn ein und beendete 1944 die Genet Military School als Leutnant. 1956 wurde er Generaldirektor der zivilen Luftfahrt in Äthiopien und Vorstandsmitglied der äthiopischen Fluggesellschaft. 1960 wurde er das erste Mal ins Parlament gewählt, bis er am 8. Oktober 2001 schließlich überraschend zum Präsidenten gewählt wurde. Er gehörte der seit 1991 regierenden Koalition EPRDF an.
Am 9. Oktober 2007 wurde er für eine zweite sechsjährige Amtszeit wiedergewählt. Er wurde zunächst von der Ersten Kammer, dem Bundeshaus, gewählt, dann durch das Unterhaus, das Volksrepräsentantenhaus, mit 430 Ja-Stimmen, 88 Gegenstimmen und 11 Enthaltungen.
Am 7. Oktober 2013 wurde Mulatu Teschome als sein Nachfolger gewählt.